# Waschhaus (Druyes-les-Belles-Fontaines)

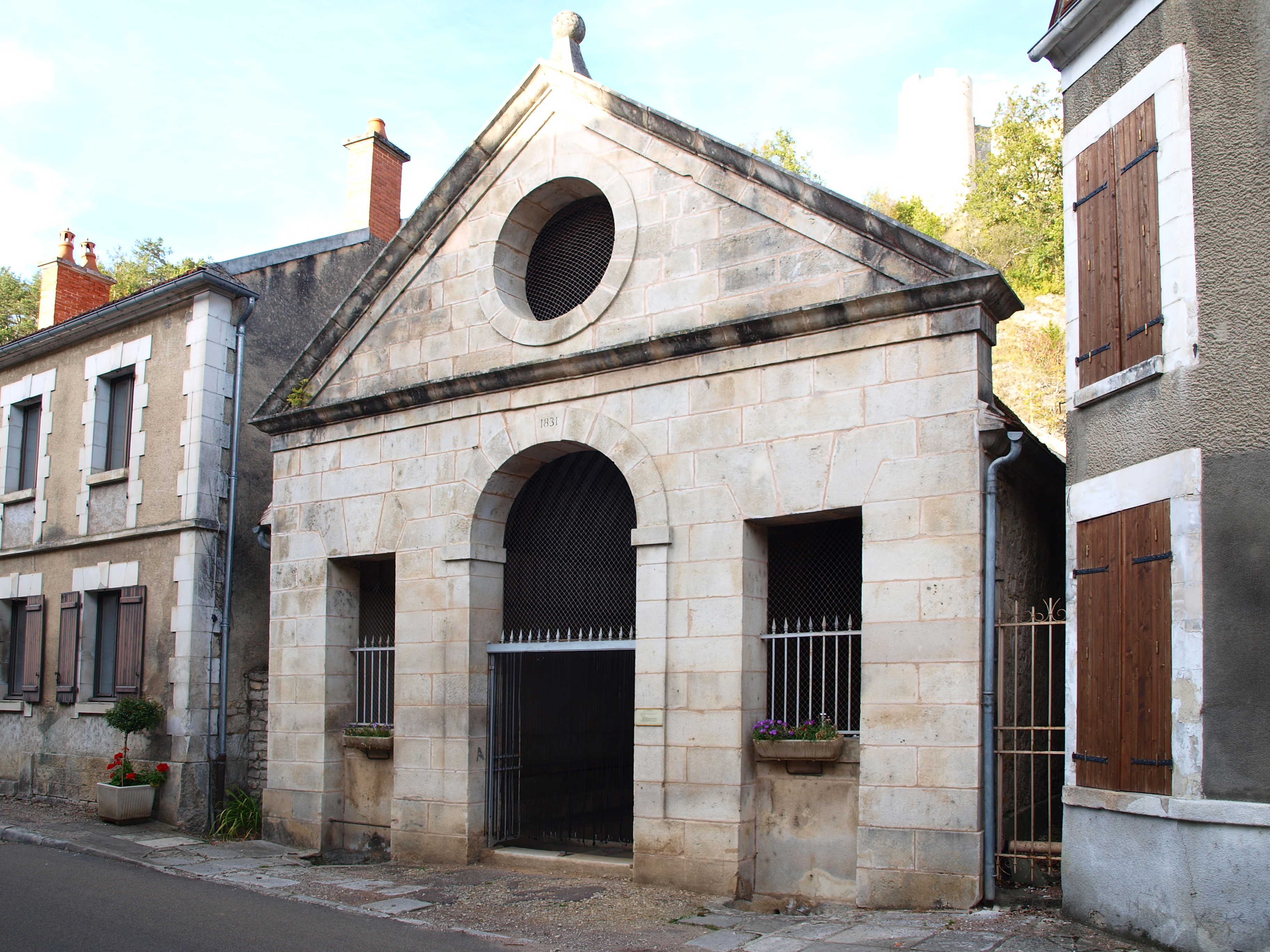
Waschhaus in Druyes-les-Belles-Fontaines

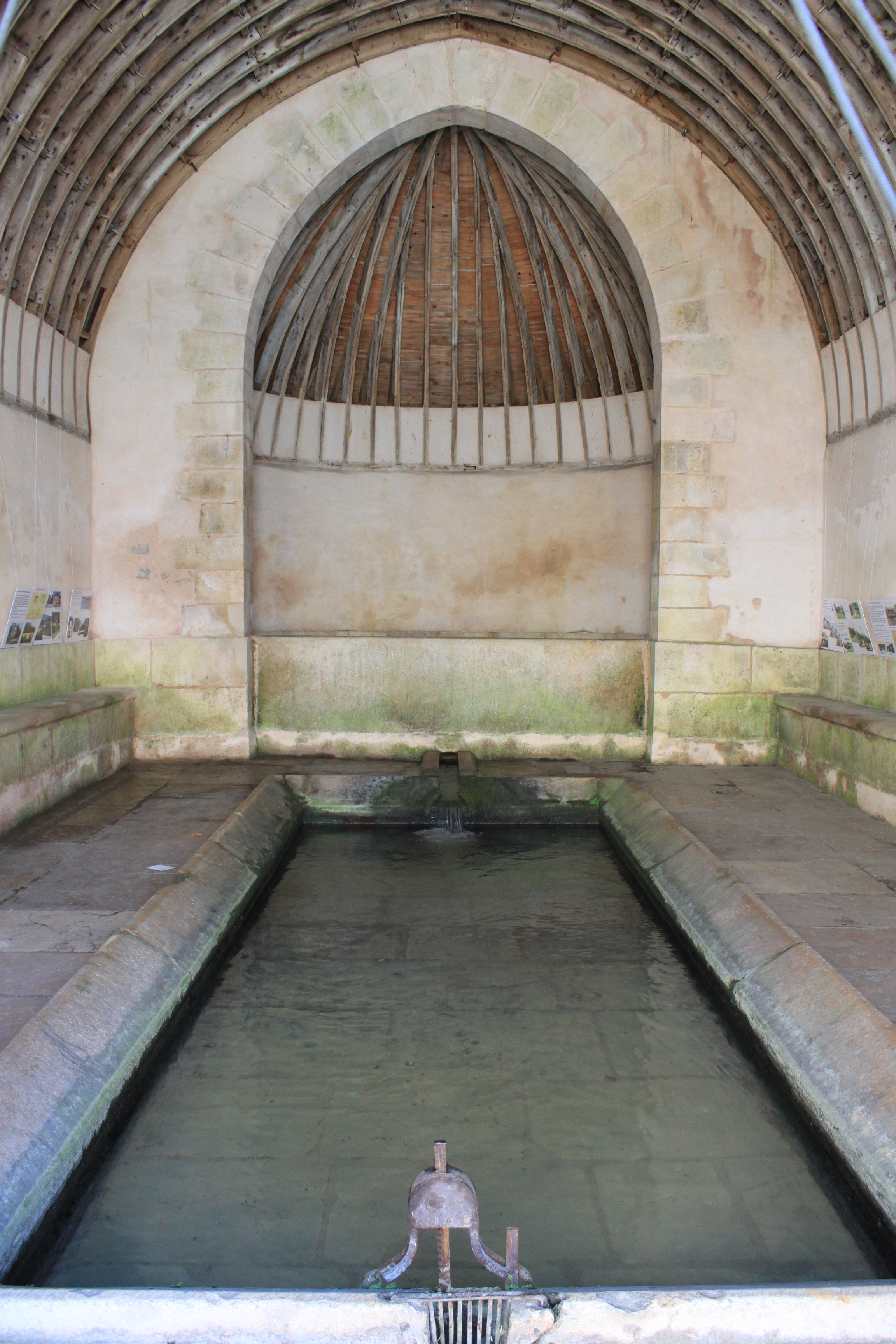
Innenansicht

Das Waschhaus (französisch lavoir) in Druyes-les-Belles-Fontaines, einer französischen Gemeinde im Département Yonne in der Region Bourgogne-Franche-Comté, wurde zwischen 1829 und 1832 errichtet. Das öffentliche Waschhaus steht seit 1997 als Monument historique auf der Liste der Baudenkmäler in Frankreich.
Das rechteckige Waschhaus wurde vom örtlichen Architekten Louzon im Stil des Klassizismus erbaut. Der Zugang erfolgt über einen hohen Rundbogen. Darüber ist ein offenes Rundfenster im Giebel.